# Penegal
Der Penegal (italienisch Monte Penegal, 1737 m) ist ein Berg im Mendelkamm im Süden Südtirols an der Grenze zum Trentino. Eine schmale und kurvenreiche, mautfreie Straße führt vom Mendelpass über 3,9 Kilometer mit einem Höhenunterschied von 358 Metern zum Gipfel.
Der Penegal zählt mit zu den schönsten Aussichtsbergen Südtirols mit Blick auf die Brenta-Gruppe im Südwesten, die Ortler-Alpen im Westen und die Dolomiten im Osten, sowie talseits auf das Überetsch mit dem Kalterer See.
Auf dem Gipfel, der zwischen den Gemeinden Ruffrè-Mendola, Sarnonico, Kaltern und Eppan aufgeteilt ist, befinden sich das Panoramahotel Penegal und ein dazugehöriger Aussichtsturm (geschlossen wegen Baufälligkeit der Holzstufentreppe), sowie auf zwei Nebenerhöhungen die Sendeanlage Penegal.
Die Etymologie des Namens Penegal ist unklar. In manchen Tiroler Dialekten bezeichnet Penegól(n) die Hüllblätter der Maiskolben bzw. die Federchen an den Maisstängeln. Eventuell leitet sich der Bergname von einem Vergleich der Felsvorsprünge und -köpfe mit der Morphologie der örtlich einst häufig kultivierten Maispflanze ab.

## Bildergalerie

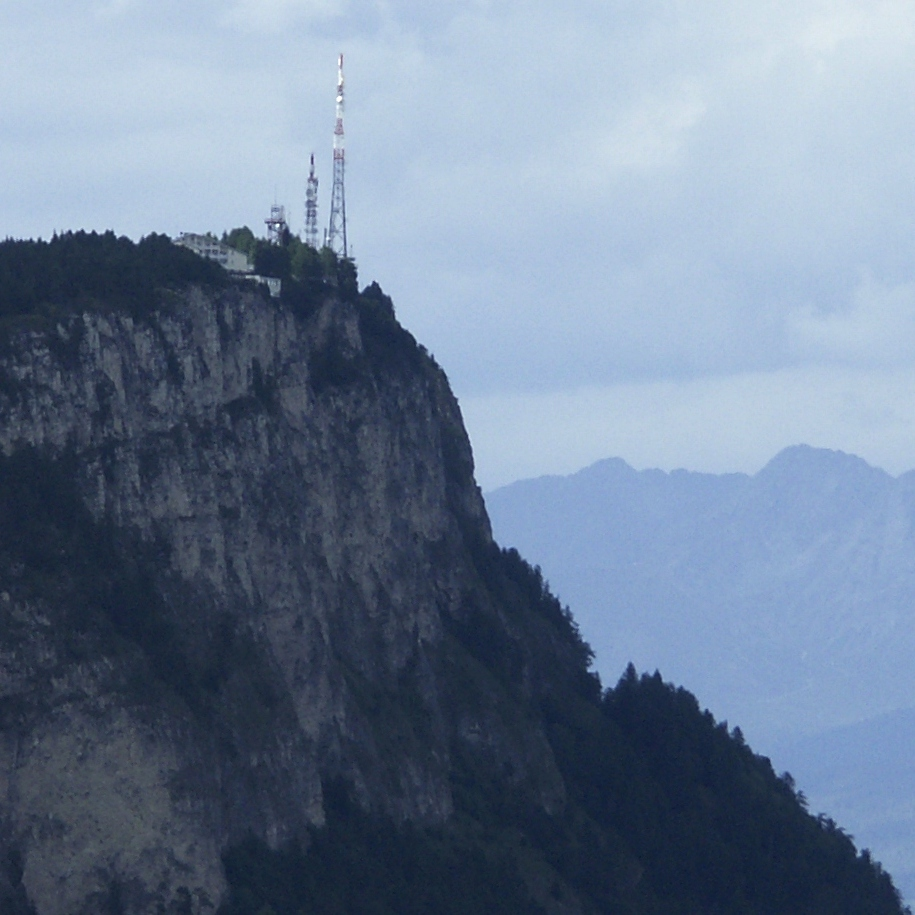
Gipfel des Penegal von der Straße zum Mendelpass
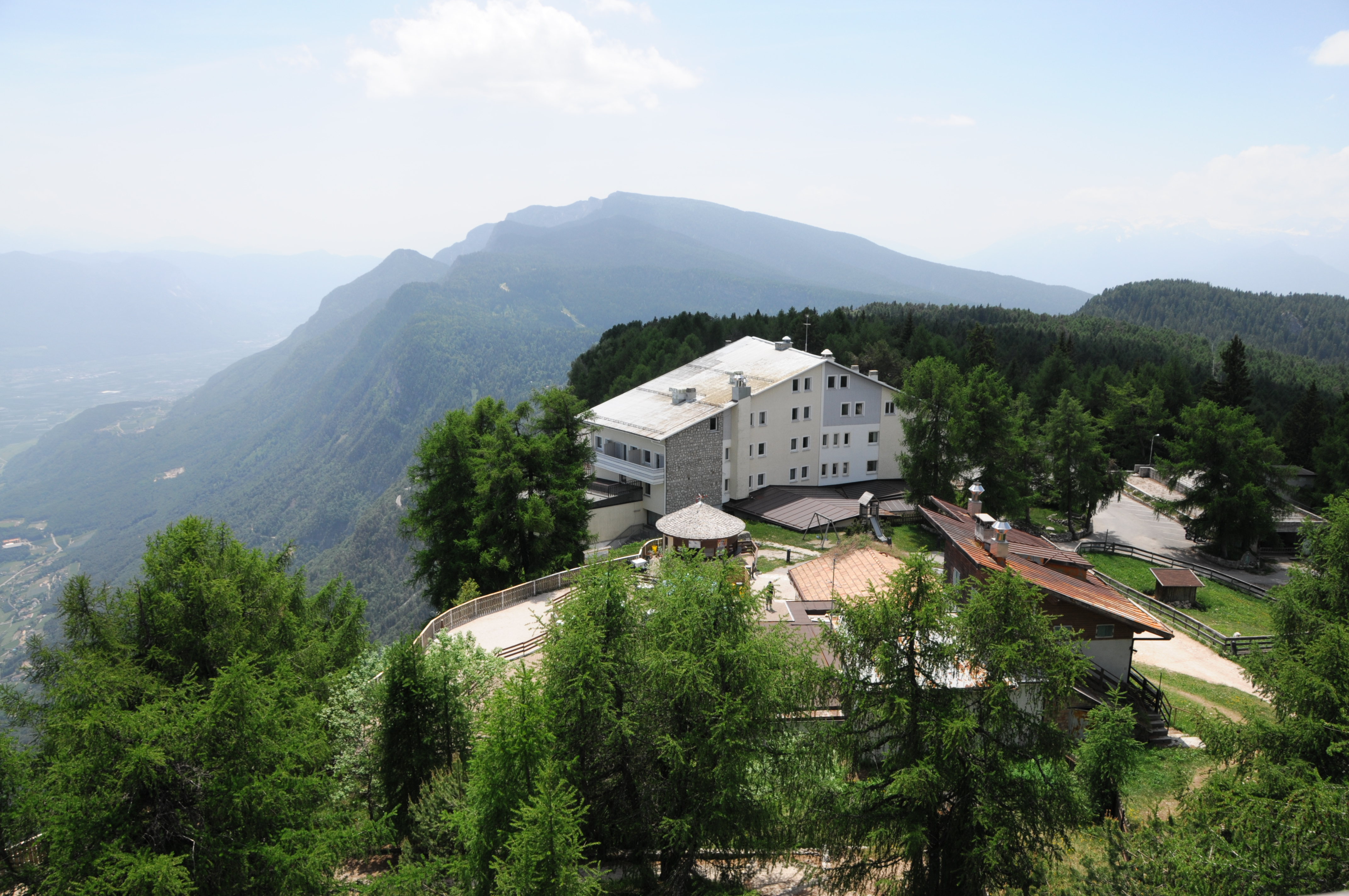
Gipfel des Penegal, Blick auf den Mendelkamm zum Roen
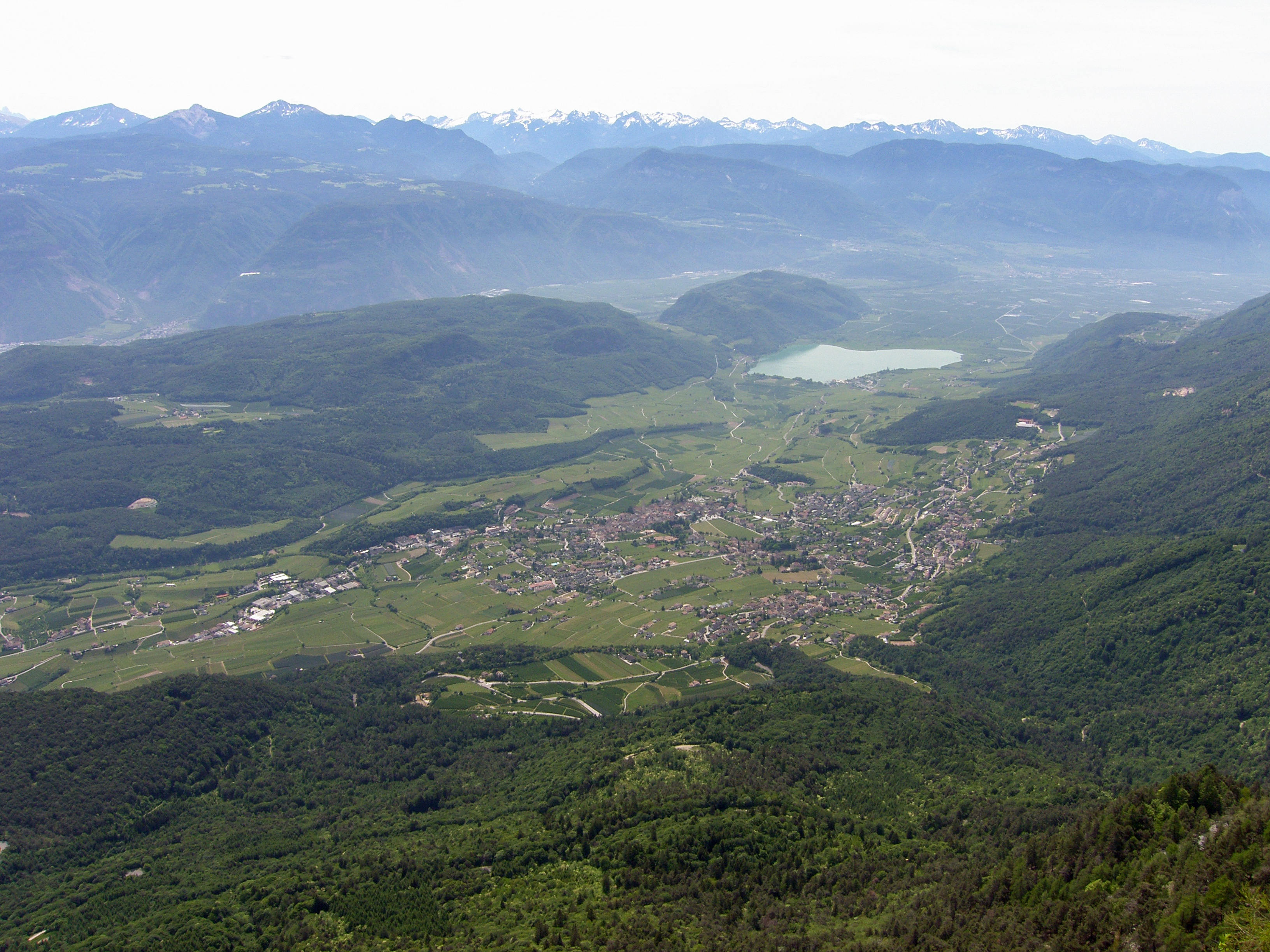
Blick auf Kaltern und Kalterer See
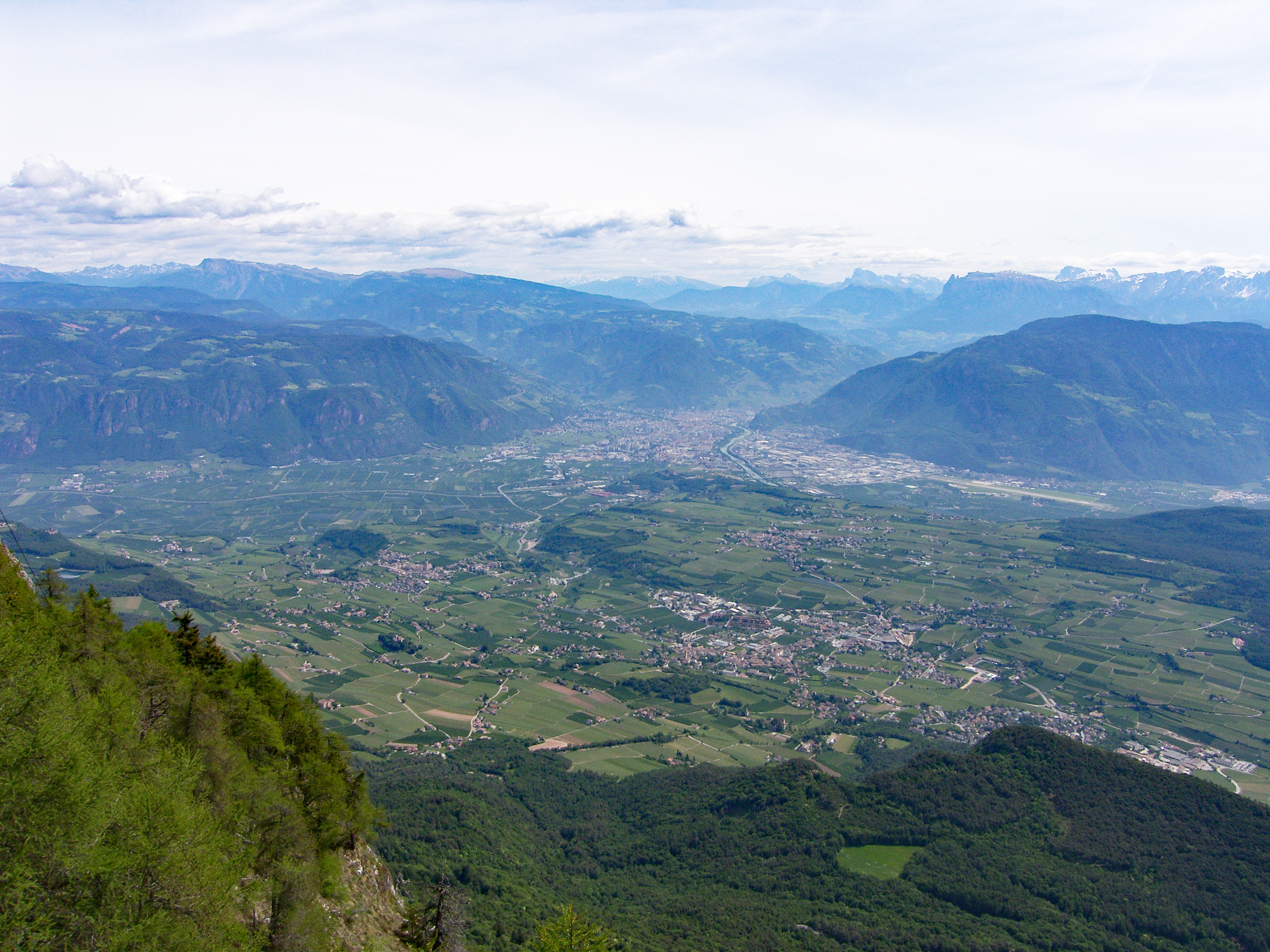
Blick auf Bozen, davor Eppan (St. Michael, Girlan)